# Laurentina

Laurentina is een metrostation in het stadsdeel municipio IX van de Italiaanse hoofdstad Rome. Het station werd geopend op 10 februari 1955 en wordt bediend door de lijnen B en B1 van de metro van Rome.

## Geschiedenis
Het station werd in de jaren dertig van de twintigste eeuw, onder de naam Ponte Buttero,  ontworpen als goederenoverslag aan het eind van de metrolijn naar de wereldtentoonstelling, E42, die in 1942 zou worden gehouden in Rome. In verband met de Tweede Wereldoorlog werd de bouw van de metrolijn stilgelegd en de E42 afgelast. Desondanks lag er in 1941 een plan voor de verdere uitbreiding van de metro waarin de lijn ten oosten van Ponte Buttero zou worden aangesloten op een metrolijn naar Lido d'Ostia. Na de oorlog werd de bouw van de metrolijn hervat maar werd het idee voor de goederenoverslag losgelaten in verband met de toegenomen verkeersdrukte op de Via Laurentina. Overeenkomstig het oorspronkelijke plan werd het deel tussen Laurentina en EUR Fermi slechts enkelsporig aangelegd. Gezien het geringe aantal verwachtte reizigers en het enkelspoor werd vanaf de opening een pendeldienst met een interval van 12 tot 15 minuten onderhouden en moest in EUR Fermi overgestapt worden. Het tentoonstellingsterrein werd in de jaren 50 en 60 ontwikkeld tot een nieuwe zakenwijk, met hoofdkantoren en ministeries, waardoor dagelijks duizenden werknemers naar de wijk reisden. De groei werd ook aangejaagd door de snelle en frequente verbinding met het centrum en stazione Termini. 

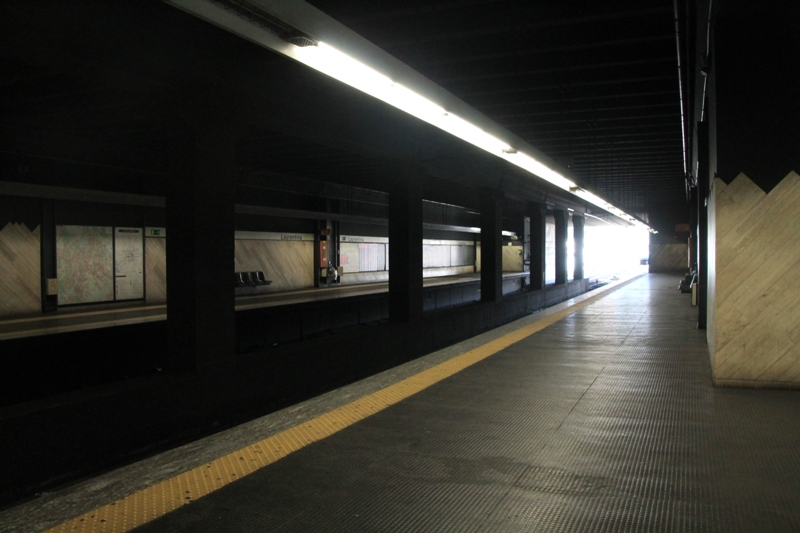
De perrons na de verbouwing.
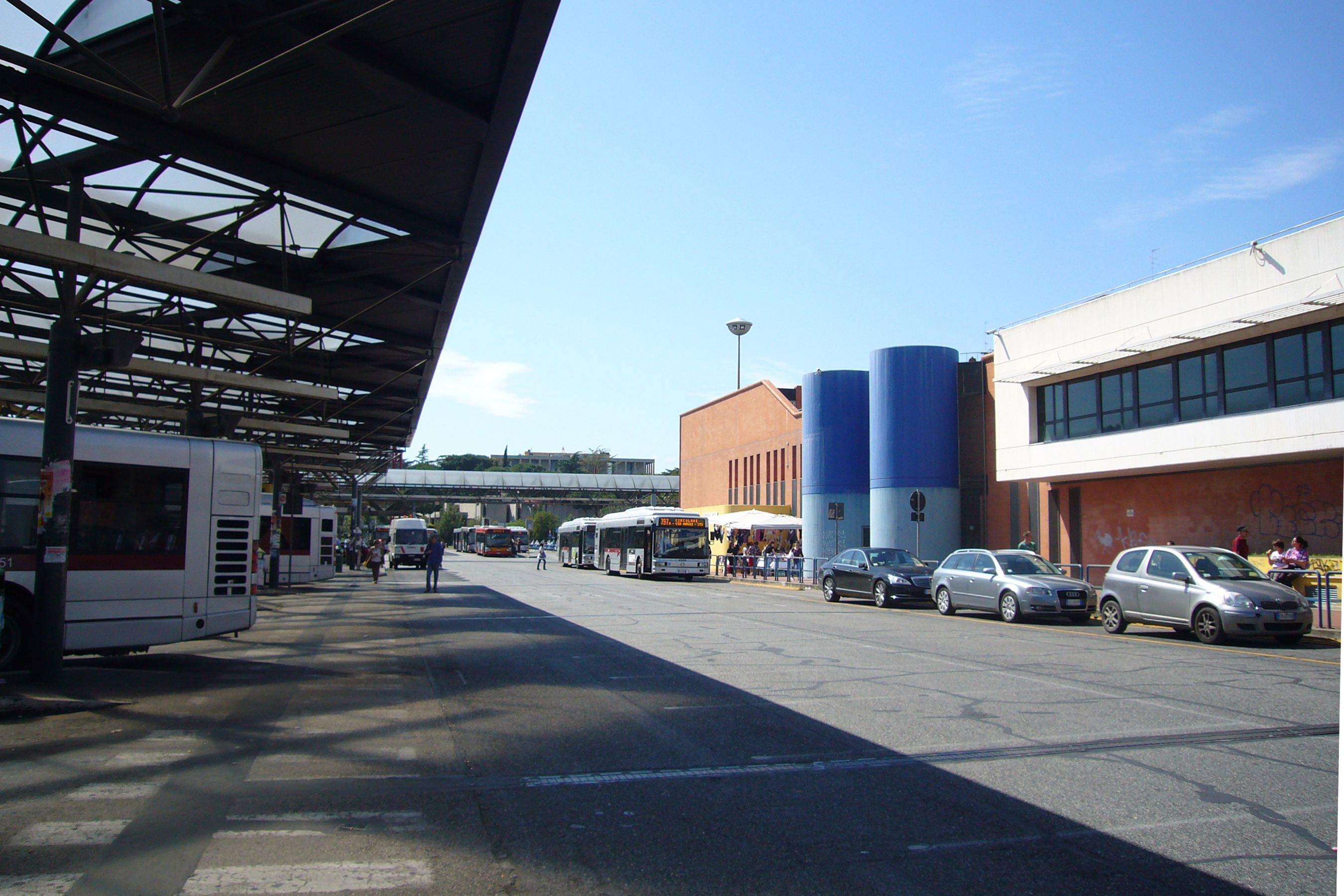
Het interlokale busstation.

De groei van het aantal reizigers en de aanleg van het noordelijke deel van lijn B vanaf 1984 betekende dat het in 1955 geopende deel gemoderniseerd moest worden. Voor Laurentina betekende dit een verdubbeling van het spoor en de herbouw van het station die in 1990 was voltooid. Aan de oostkant werden drie opstelsporen in een uitgraving gelegd en het was de bedoeling om de lijn verder in oostelijke richting door te trekken. Laurentina beschikte bij de heropening over een nieuw busstation maar het duurde nog tot 2004 voordat het vervoersknooppunt, met o.a. parkeergarages voor Parkeer en Reis doeleinden en parkeerplaatsen voor toersitenbussen, was voltooid. Tot die tijd eindigden de regionale busdiensten op de Viale America bij metrostation EUR Fermi.

## Reizigersverkeer
Sinds 2004 is het station uitgegroeid tot een van de drukste van de metro en raakt tijdens het spitsuur soms overbelast. Dit is vooral te danken aan de overstappers tussen metro en de vele buslijnen die het station aandoen. Het plan voor een verlenging naar Vigna Murata in het oosten werd vervangen door een plan voor een metro naar de nieuwe woonwijken langs de via Laurentina ten zuiden van het station. In 2013 werd afgezien van verlenging van de metrolijn en in plaats daarvan werd een zogeheten mobiliteitscorridor, een vrije busbaan, door de wijken tussen Laurentina en Trigoria aangelegd. 